# Feminisme cultural
El feminisme cultural és un corrent del feminisme que busca afirmar la diferència entre dones i homes posant l'accent en els valors i trets que determinen i defineixen l'univers femení i que han estat històricament infravalorats. Com a corrent autònom neix als anys 80, si bé els precedents teòrics són molt anteriors.

## Pensament
Els seguidors d'aquesta teoria creuen que hi ha trets de la personalitat inherentment femenins, com ara la cooperació, enfront del desig masculí de competitivitat o superació. Per això busquen exportar aquestes característiques al govern i les empreses, ja que han estat abandonades per la història en primar la visió del món de l'home. Altres valors femenins són el pacifisme o la cura dels altres, que porta a una major empatia i disminució dels conflictes entre els grups humans. La dona està més a prop de la naturalesa pel seu rol reproductor. Incorporant aquests valors millorarà la vida de tothom, no solament de les dones.
Rep el nom per l'atenció que presta a com les dones construeixen la seva identitat cultural a partir del gènere, és a dir, com la seva personalitat neix del fet d'entendre's com a dones i, per tant, diferents als homes. Nega que l'objectiu sigui doncs assolir la igualtat entre els sexes, car mai no seran iguals les vivències d'homes i dones. La identitat diferenciada de la dona té un origen biològic i social i es basa a col·locar allò personal i íntim per sobre d'altres valors.
Algunes subdivisions del feminisme cultural defensen el lesbianisme com l'única orientació sexual que permet la dona sentir-se ella mateixa i assolir la comprensió sentimental d'una altra persona, car els homes es veuen limitats per la seva cosmovisió agressiva i individualista. Només la maternitat justificaria la unió sexual amb els homes.

## Crítiques
Els crítics amb aquest corrent afirmen que abandona parcialment la lluita col·lectiva i retorna a postulats del feminisme liberal, on cada dona ha de vetllar pel respecte dels seus drets. En fer èmfasi en les essències personals s'abandona parcialment la lluita política i la influència de la dona en l'espai públic.
Altres crítiques passen pel fet que en revaloritzar allò femení, es menysprea el món masculí i es pot produir una discriminació inversa, un sexisme on les dones són superiors als homes però que continuï perpetuant la inequitat per raons de gènere.

## Figures destacades
- Jane Addams, sociòloga guanyadora del Premi Nobel de la Pau.
- Charlotte Perkins Gilman, escriptora feminista.
- Margaret Fuller, activista pels drets de la dona.
- Carla Lonzi, activista.
- Mary Daly, teòrica de diverses branques del feminisme.
- Susan Brownmiller, assagista que ha analitzat la violació com a acte patriarcal.
- Carol Gilligan, escriptora.
- Dorothy Dinnerstein, psicòloga que busca en la psicoanàlisi l'explicació de la conducta masculina de dominació.
- Aurora Bertrana, escriptora i violoncel·lista, promotora de la creació del Lyceum Club de Barcelona, del que hi serà al capdavant.
- Carme Montoriol i Puig, intel·lectual i pianista que també va ser Presidenta del Lyceum Club de Barcelona.